# 13-as busz (Pécs)
A pécsi 13-as jelzésű autóbusz a Főpályaudvar és Hird között közlekedik. A járat betér Somogyba és Vasasra, ez a hirdi utasoknak időveszteséggel jár. 113-as járat hamarabb kiér Hirdre, sűrűbben is jár, így ezt a járatot használják szívesebben az ott lakók.
15-ös jelzéssel Budai állomás – Somogy – István-akna – Petőfi-akna (szabad- és munkaszüneti napokon Hird, Harangláb u.) útvonalon közlekedik járat 23.00-kor. Szintén 15-ös jelzéssel Budai állomás – Somogy – Hird, Kenderfonó útvonalon járat közlekedik 23.30-kor. E két járat egy-egy összevont járat, amellyel a somogyi, a vasasi, és a hirdi lakók utazhatnak hazáig a késő esti órákban. Iskola előadási napokon 81-es iskolajárat is közlekedik Petőfi-aknára, hogy a hirdi gyerekeket eljuttassa a vasasi iskolához, illetve iskola után haza.

## Története
1952-ben már járat közlekedett Vasasig. 1956-ban indul az első járat Hirdre. Ekkor még külön falu volt mindkettő Pécs mellett. 1969 október 1-jén, a Budai Állomás átadásával a járat végállomása ide került. 1990-ig csak a Kenderfonóig közlekedett.
2017. szeptember 1-jétől a Zsolnay-szobor helyett a Vásárcsarnokot érinti.

## Útvonala
| Főpályaudvar → Budai Állomás → Hird, Harangláb utca | Hird, Harangláb utca → Budai Állomás → Főpályaudvar |
| --- | --- |
| Főpályaudvar – Kálvin utca – Ipar utca – Bajcsy-Zsilinszky utca – Rákóczi út – Rákóczi út – Zsolnay Vilmos utca – Pécsváradi út – Őrmezei út – Búzakalász utca – Mázsaház utca – Szövetkezet utca – Hirdi út – Szövőgyár utca – forduló – Szövőgyár utca – Zengő utca – Harangláb utca – Hird, Harangláb utca | Hird, Harangláb utca – Harangláb utca – Zengő utca – Szövőgyár utca – forduló – Szövőgyár utca – Hirdi út – Szövetkezet utca – Mázsaház utca – Búzakalász utca – Őrmezei út – Pécsváradi út – Zsolnay Vilmos utca – Rákóczi út – Rákóczi út – Bajcsy-Zsilinszky utca – Ipar utca – Kálvin utca – Főpályaudvar |

## Megállóhelyei
| 13 (Főpályaudvar – Hird, Harangláb utca) |                                 |          | |               |
| Perc (↓)                                 | Megállóhely                     | Perc (↑) | Megállóhelyet érintő járatok | Létesítmények |
| 0                                        | Főpályaudvar végállomás         | 38       | 3, 3E, 4, 4Y, 6, 6E, 7, 7Y, 8, 13, 13E, 13Y, 14, 14Y, 15, 15A, 20, 30, 31, 32, 32Y, 33, 34, 34Y, 35, 35Y, 36, 37, 38, 38Y, 39, 40, 41, 41E, 41Y, 42, 42Y, 43, 44, 46, 47, 73, 73Y, 104, 104A, 104E, 104Y, 130, 130A, 140 · Helyközi autóbuszok · Főpályaudvar |               |
| 2                                        | Vásárcsarnok                    | 36       | 4, 4Y, 13, 13E, 13Y, 15, 15A, 30, 31, 32, 32Y, 33, 34Y, 35Y, 44, 46, 60, 60Y, 103, 104, 104A, 104E, 104Y, 109E, 130, 130A |               |
| 5                                        | Árkád                           | 34       | 2, 2A, 2E, 3, 3E, 4, 4Y, 6, 6E, 7, 7Y, 8, 13, 13E, 13Y, 14, 14Y, 15, 15A, 22, 23, 23Y, 24, 25, 26, 26A, 27, 27Y, 28, 28A, 28Y, 29, 30, 33, 38, 38Y, 39, 40, 60, 60Y, 73, 73Y, 102, 102Y, 103, 104, 104A, 104E, 104Y, 107E, 109E, 130, 130A, 140               |               |
| 7                                        | 48-as tér                       | 31       | 2, 2A, 2E, 4, 4Y, 13, 13E, 13Y, 14, 14Y, 15, 15A, 20, 21, 21A, 30Y, 60, 60A, 60Y, 102, 102Y, 104, 104A, 104E, 104Y, 121 · Helyközi autóbuszok · Pécs-Külváros                                                                                                 |               |
| 9                                        | Zsolnay Negyed                  | 30       | 2, 2A, 4, 4Y, 13, 13E, 13Y, 14, 14Y, 15, 15A, 20, 21, 21A, 30Y, 60, 60A, 60Y, 102, 102Y, 104, 104A, 104E, 104Y, 121 |               |
| 11                                       | Mohácsi út                      | 28       | 2, 2A, 4, 4Y, 13, 13E, 13Y, 14, 14Y, 15, 15A, 20, 21, 21A, 25, 26, 30Y, 60, 60A, 60Y, 102, 102Y, 104, 104A, 104E, 104Y, 121 · Helyközi autóbuszok |               |
| 13                                       | Gyárvárosi templom              | 26       | 2, 2A, 4, 4Y, 13, 13E, 13Y, 14, 14Y, 15, 15A, 25, 26, 26A, 30Y, 60, 60A, 60Y, 102, 102Y, 104, 104A, 104E, 104Y |               |
| 15                                       | Budai Állomás                   | 24       | 2, 2A, 2E, 4, 4Y, 12, 13, 13E, 13Y, 14, 14Y, 15, 15A, 16, 25, 26, 26A, 30Y, 60, 60A, 60Y, 102, 102Y, 104, 104A, 104E, 104Y · Helyközi autóbuszok |               |
| 17                                       | Andrássy út                     | 22       | 13, 13Y, 14, 14Y, 15, 15A, 25, 26, 60A, 102, 102Y, 104, 104A, 104Y |               |
| 18                                       | Eperfás út                      | 21       | 13, 13E, 13Y, 14, 14Y, 15, 15A, 25, 26, 60A, 102, 102Y, 104, 104A, 104E, 104Y · Helyközi autóbuszok |               |
| 20                                       | Danitz puszta                   | 20       | 13, 13Y, 14, 14Y, 15, 15A, 25, 26, 60A, 102, 102Y, 104, 104A, 104Y |               |
| 22                                       | Ördögárok                       | 19       | 13, 13Y, 14, 14Y, 15, 15A, 25, 26, 60A, 102, 102Y, 104, 104A, 104Y |               |
| 24                                       | Murom                           | 17       | 13, 13E, 13Y, 14, 14Y, 15, 15A, 25, 26, 60A, 102, 102Y, 104, 104A, 104E, 104Y · Helyközi autóbuszok |               |
| 25                                       | Őrmezei út, Szödrös             | 16       | 13, 13Y, 14, 14Y, 15, 15A, 25, 26, 60A, 102, 102Y, 104, 104A, 104Y |               |
| 26                                       | Somogyi temető                  | 15       | 13, 13Y, 14, 14Y, 15, 15A, 25, 26, 60A, 102, 102Y, 104, 104A, 104Y |               |
| 27                                       | Somogyi templom                 | 14       | 13, 13Y, 14, 14Y, 15, 15A, 25, 26, 60A, 102, 102Y, 104, 104A, 104Y |               |
| 29                                       | Máladó utca                     | 13       | 13, 13Y, 14, 14Y, 60A, 82, 102, 102Y, 104, 104A, 104Y |               |
| 30                                       | Gabona utca                     | 12       | 13, 13Y, 14, 14Y, 60A, 82, 102, 102Y, 104, 104A, 104Y |               |
| 31                                       | Vashíd                          | 11       | 13, 13Y, 14, 14Y, 60A, 82, 102, 102Y, 104, 104A, 104Y |               |
| 32                                       | Vasasi temető                   | 10       | 13, 13Y, 14, 14Y, 60A, 82, 102, 102Y, 104, 104A, 104Y |               |
| 34                                       | Kerékhegy                       | 9        | 13, 13Y, 60A, 104A, 104Y |               |
| 36                                       | Hirdi út                        | 7        | 13, 13E, 13Y, 60A, 104A, 104E, 104Y |               |
| 37                                       | Szövőgyár utca                  | 4        | 13, 13E, 13Y, 60A, 104A, 104E, 104Y |               |
| 38                                       | Zengő utca                      | 3        | 13, 13E, 13Y, 60A, 104A, 104E, 104Y |               |
| 39                                       | Hadik András utca               | 1        | 13, 13E, 13Y, 60A, 104A, 104E, 104Y |               |
| 40                                       | Hird, Harangláb utca végállomás | 0        | 13, 13E, 13Y, 60A, 104A, 104E, 104Y |               |